# Wałczyk rudorogi
Wałczyk rudorogi (Magdalis ruficornis) – gatunek chrząszcza z rodziny ryjkowcowatych. Zamieszkuje Europę i Syberię.

## Taksonomia
Gatunek ten opisany został po raz pierwszy w 1758 roku przez Karola Linneusza w dziesiątym wydaniu Systema Naturae pod nazwą Curculio ruficornis. Jako miejsce typowe wskazano Europę.

## Morfologia

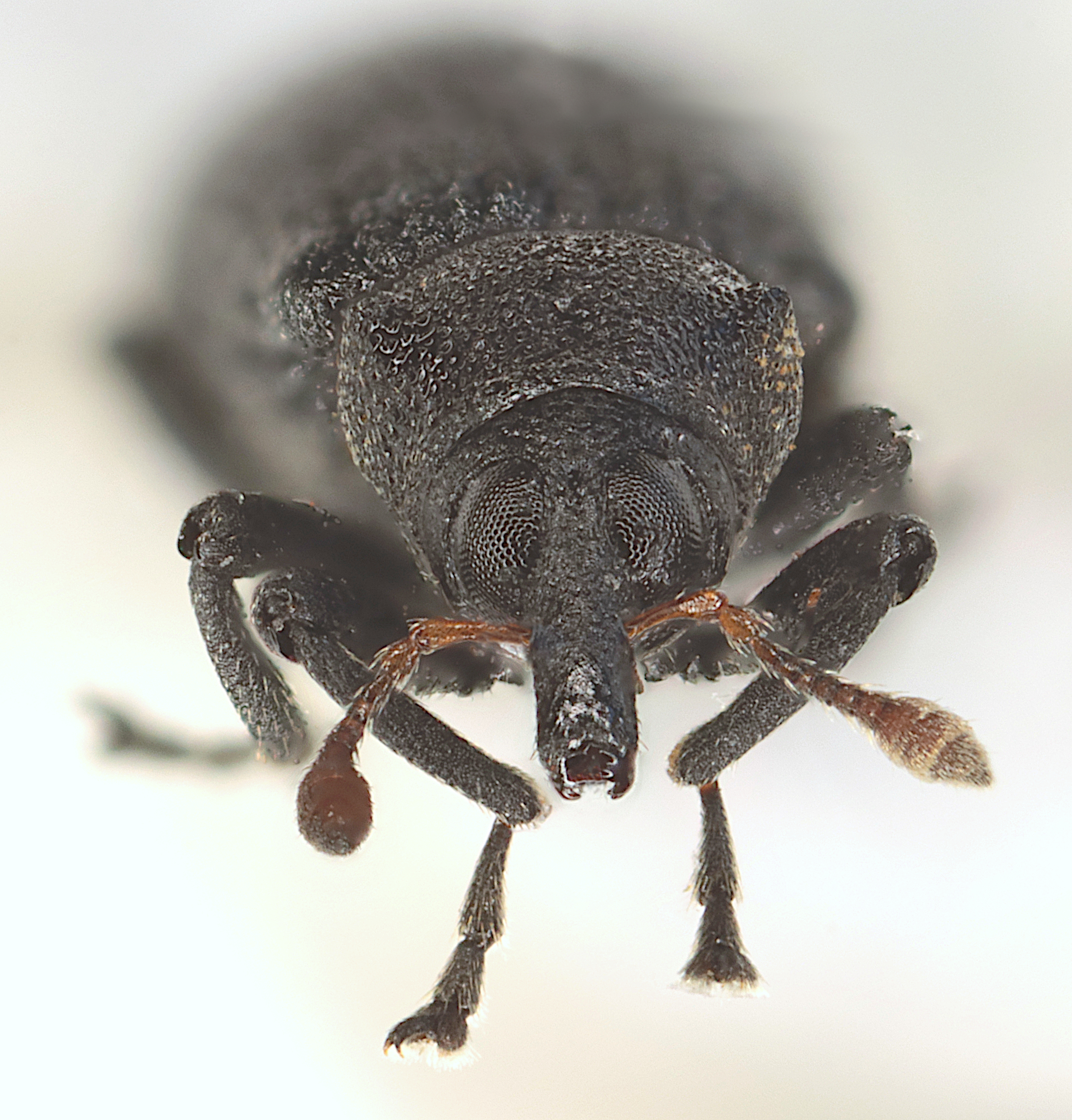
Widok z przodu

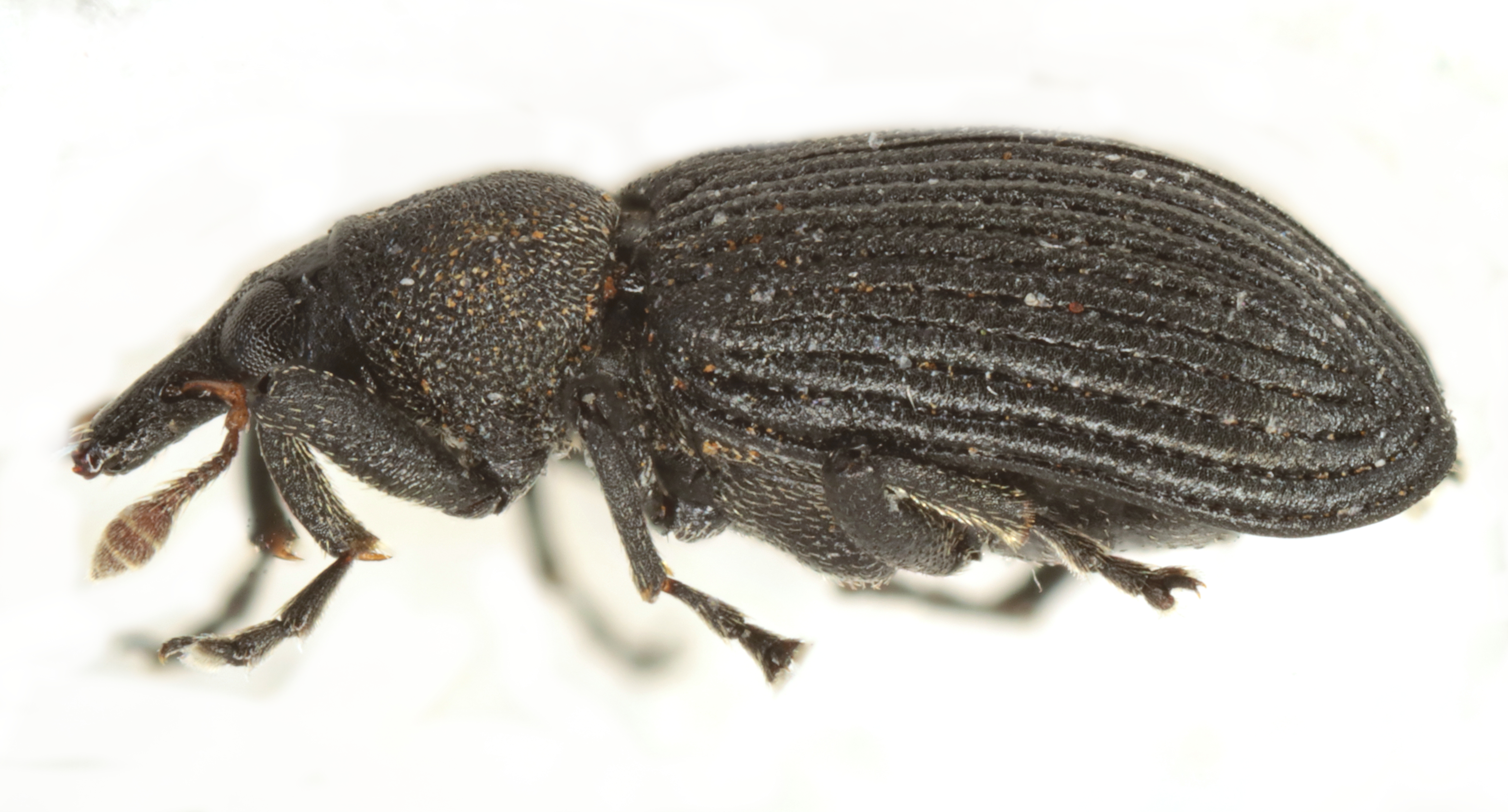
Widok boczny

Chrząszcz o ciele długości od 2 do 3,7 mm. Ubarwiony jest czarno z czerwonymi lub czerwonobrunatnymi czułkami. Stożkowata głowa ma dość silnie wypukłe oczy. Ryjek jest tak długi jak głowa, w widoku bocznym prosty, u samca nieco krótszy i grubszy niż u samicy. Czułki wyrastają w połowie długości ryjka lub niewiele bliżej jego nasady. Przedplecze w części przedniej jest silnie zwężone ku przodowi, zaś w części tylnej ma prawie równoległe boki. Powierzchnię przedplecza bardzo gęsto pokrywają drobne punkty o błyszczącym dnie. Tarczka jest dość duża. Pokrywy są znacznie szersze od przedplecza, mają silnie wgłębione i punktowane rzędy oraz wypukłe i pokryte bardzo drobną, łuskowatą rzeźbą międzyrzędy. Odnóża mają pozbawione ząbków uda i pazurki.

## Ekologia i występowanie
Owad ten zasiedla zadrzewienia, zakrzewienia, sady i ogrody. Zarówno larwy, jak i postacie dorosłe są fitofagami drzew liściastych z rodziny różowatych. Do ich roślin pokarmowych należą: brzoskwinia zwyczajna, czeremcha zwyczajna, jabłonie, jarząb pospolity, głóg dwuszyjkowy, grusza pospolita, morela pospolita, pigwa pospolita, róża dzika, śliwa domowa, śliwa tarnina i wiśnia pospolita. Owady dorosłe pojawiają się w kwietniu i przeżywają do czerwca. Są foliofagami. Żerują na liściach i pączkach roślin żywicielskich. Odżywiają się głównie na spodniej stronie liści. Samica składa jaj do zielonej jeszcze kory młodych gałązek. Larwy są ksylofagiczne i żerują wewnątrz gałązek pojedynczo, każda we własnej, położonej pod korą komorze. Nie drążą chodników. Żerowanie larw może powodować odpadanie pobliskich pąków.
Parazytoidami wałczyka rudorogiego są Dorycte undulatus, Spathius rubidus i Ecphylus silesiacus – błonkówki z rodziny męczelkowatych.
Gatunek palearktyczny, znany z Hiszpanii, Francji, Belgii, Niemiec, Szwajcarii, Austrii, Włoch, Danii, Szwecji, Norwegii, Finlandii, Estonii, Łotwy, Litwy, Polski, Czech, Słowacji, Węgier, Ukrainy, Mołdawii, Rumunii, Bułgarii, europejskiej i syberyjskiej części Rosji oraz azjatyckiej części Turcji. Na północ sięga do koła podbiegunowego. W Polsce jest gatunkiem pospolitym.

## Znaczenie gospodarcze
Gatunek ten notowany bywa w sadownictwie jako szkodnik śliw, rzadziej innych drzew owocowych, np. wiśni, brzoskwiń czy jabłoni. Nie ma jednak znaczenia ekonomicznego z uwagi na niewielkość uszkodzeń przez niego wyrządzanych.